# 迷離夜蘇活
是一部2021年的英國心理恐怖片，由艾德格·萊特執導，萊特與克莉絲蒂·威爾森-克倫斯共同撰寫劇本。主演包括湯瑪遜·麥肯錫、安雅·泰勒-喬伊、麥特·史密斯、黛安娜·瑞格、麗塔·塔欣厄姆和泰倫斯·史丹普。
《迷離夜蘇活》於2021年10月29日英國及美國上映。

## 剧情
埃洛伊絲·特納“艾莉”熱愛六零年代的音樂與時尚，她的母親在她童年時期自殺，她與外婆居住，艾莉偶爾會從鏡子看到母親鬼魂。艾莉從老家走到倫敦時裝學院唸書，那裡有與她同年紀的學生，有表裡不一的喬斯卡，唯獨叫約翰的男孩對艾莉和善。艾莉受不了宿舍裡的生活，搬進了古吉廣場市場一間租屋處，房東是位老婦人柯林斯。晚上，艾莉做了一場夢，回到了1960年代，在巴黎咖啡館看到了有唱歌天賦的金髮女子珊蒂與一位名叫傑克的男人建立關係。隔天早上，艾莉設計了類似夢境中珊蒂的連衣裙。
珊蒂在經理傑克的安排在蘇活夜總會安排試鏡，並回到了艾莉所居住的地方，艾莉將自己的頭髮染成金色，改變自己的時尚風格匹配珊蒂的風格，並在一間酒吧打工。她被一位銀髮老人觀察著，他覺得艾莉與珊蒂有相似之處。艾莉在夢中發現珊蒂過著痛苦的藝人生活，傑克開始向男性夥伴們拉皮條。
艾莉的現實生活感受到傑克與操控珊蒂的男人。幻象干擾，在學校舉辦的萬聖節派對與約翰一同參加，約翰與艾莉回到租屋處親熱，艾莉看到了傑克謀殺珊蒂的幻象，艾莉決定追查認為是傑克的銀髮老人，到警局報案後被當作笑話忽視。艾莉試圖在圖書館尋找有關60年代關於謀殺的報導，過程中受到許多靈魂包圍嚇得驚慌失措差點用剪刀刺傷喬斯卡。銀髮老人在艾莉工作的酒吧等她，艾莉拿著手機錄音錄下證據。他否認殺害珊蒂，隨後在酒吧外被一台計程車撞傷，酒吧老闆娘告訴艾莉銀髮老人不是傑克，而是一位退休警官林賽。
悲痛欲絕的艾莉決定離開倫敦，約翰開車送她的租屋處，艾莉通知柯林斯要離開倫敦。柯林斯倒給艾莉一杯茶，告訴她一位女警詢問珊蒂遇害的事情，柯林斯透露她是艾莉夢境中的珊蒂，年輕的她被傑克拿刀威脅，實際上她自衛殺死傑克，然後引誘傑克的夥伴到房間逐一殺害。之後將他們的屍體藏在房子地板下。柯林斯在茶中下藥，打算殺人滅口。
約翰前往房子詢問艾莉狀況，進門後遭到柯林斯刺傷，在一陣混亂中柯林斯的菸點燃了一盒唱片，艾莉逃到房間，靈魂懇求艾莉殺死柯林斯，柯林斯到房間後看見了靈魂，並被傑克的鬼魂扇了耳光。警察前往柯林斯的家，柯林斯試圖割喉自殺被艾莉阻止，艾莉明白為什麼她要殺這些人，柯林斯變回年輕珊蒂，告訴她去救重傷的約翰，自己準備在大火中留在房裡，艾莉與約翰成功被趕到現場的消防隊救出。
一段時間，艾莉獲得學院的青睞，她設計的服裝在時裝秀展示。艾莉外婆與約翰歡喜慶祝她的成功，艾莉在鏡子中看見母親，隨後看到珊蒂，珊蒂向她揮手。

## 演員
- 湯瑪遜·麥肯錫 飾 埃洛伊絲·特納（Eloise Turner）
- 安雅·泰勒-喬伊 飾 珊蒂（Sandy）
- 麥特·史密斯 飾 傑克（Jack）
- 黛安娜·瑞格 飾 柯林斯小姐（Miss Collins）
- 泰倫斯·史丹普（英语：Terence Stamp） 飾 林賽（Lindsay）
- 麗塔·塔欣厄姆 飾 佩吉·特納（Peggy Turner）
- 潔西·梅·李 飾 拉娜（Lara）
- 麥可·阿喬（Michael Ajao） 飾 約翰（John）
- 席薇爾·卡爾森（Synnøve Karlsen） 飾 卓卡斯塔（Jocasta）
- 莉莎·麥姬莉絲（英语：Lisa McGrills） 飾 女警探
- 詹士和奧利弗·菲力普斯 飾 查爾斯與班（Charles and Ben）

## 製作
2019年1月，艾德格·萊特表示，他接下來將製作一部由克里斯蒂·威爾森-克倫斯共同撰寫的心理恐怖電影。2019年2月，安雅·泰勒-喬伊、麥特·史密斯和湯瑪遜·麥肯錫加盟劇組。2019年6月，黛安娜·瑞格、泰倫斯·史丹普、麗塔·塔欣厄姆、麥可·阿喬（Michael Ajao）和席薇爾·卡爾森（Synnøve Karlsen）加盟劇組。該片靈感來自其他恐怖電影，包括尼可拉斯·羅吉的《威尼斯癡魂》和羅曼·波蘭斯基的《反撥》。

### 拍攝
主體拍攝於2019年5月23日在倫敦進行，並於2019年8月30日殺青。

## 發行
《迷離夜蘇活》於2021年10月29日在英國及美國上映。此前，上映日曾定於2020年9月25日、2021年4月23日以及2021年10月22日。

## 外部連結
- 互联网电影数据库（IMDb）上《迷離夜蘇活》的资料（英文）
- Box Office Mojo上《迷離夜蘇活》的資料（英文）
- 爛番茄上《迷離夜蘇活》的資料（英文）
- AllMovie上《迷離夜蘇活》的资料（英文）
- Metacritic上《迷離夜蘇活》的資料（英文）
- 開眼電影網上《迷離夜蘇活》的資料（繁體中文）
- Yahoo奇摩電影上《迷離夜蘇活》的資料（繁體中文）
- 时光网上《迷離夜蘇活》的資料（简体中文）
- 豆瓣电影上《迷離夜蘇活》的資料 （简体中文）